# Giardiniera

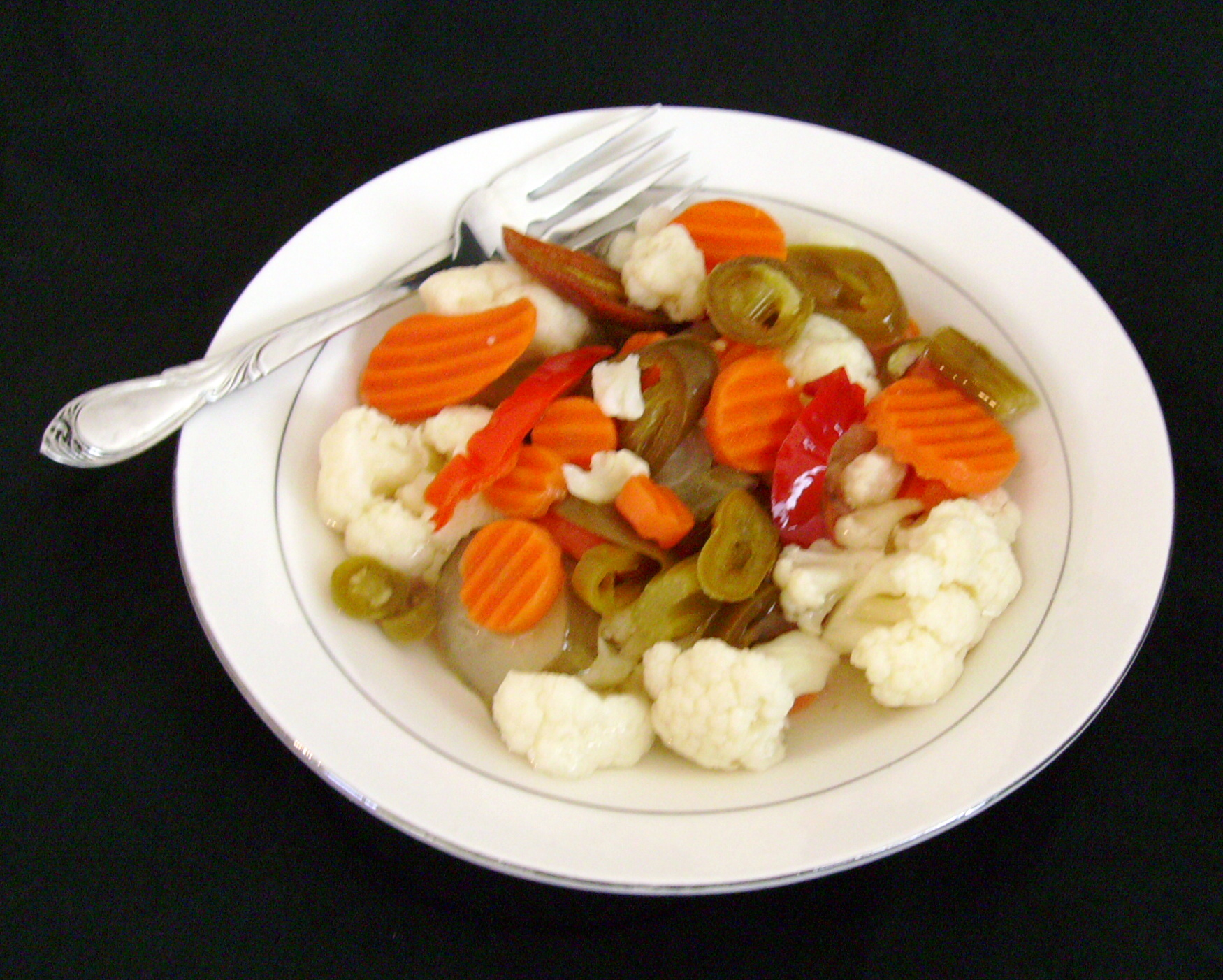
Um prato de giardiniera

Giardiniera ([dʒardiˈnjɛːra]) é uma conserva italiana de vegetais, vinagre ou óleo de cozinha.

## Variedades e usos

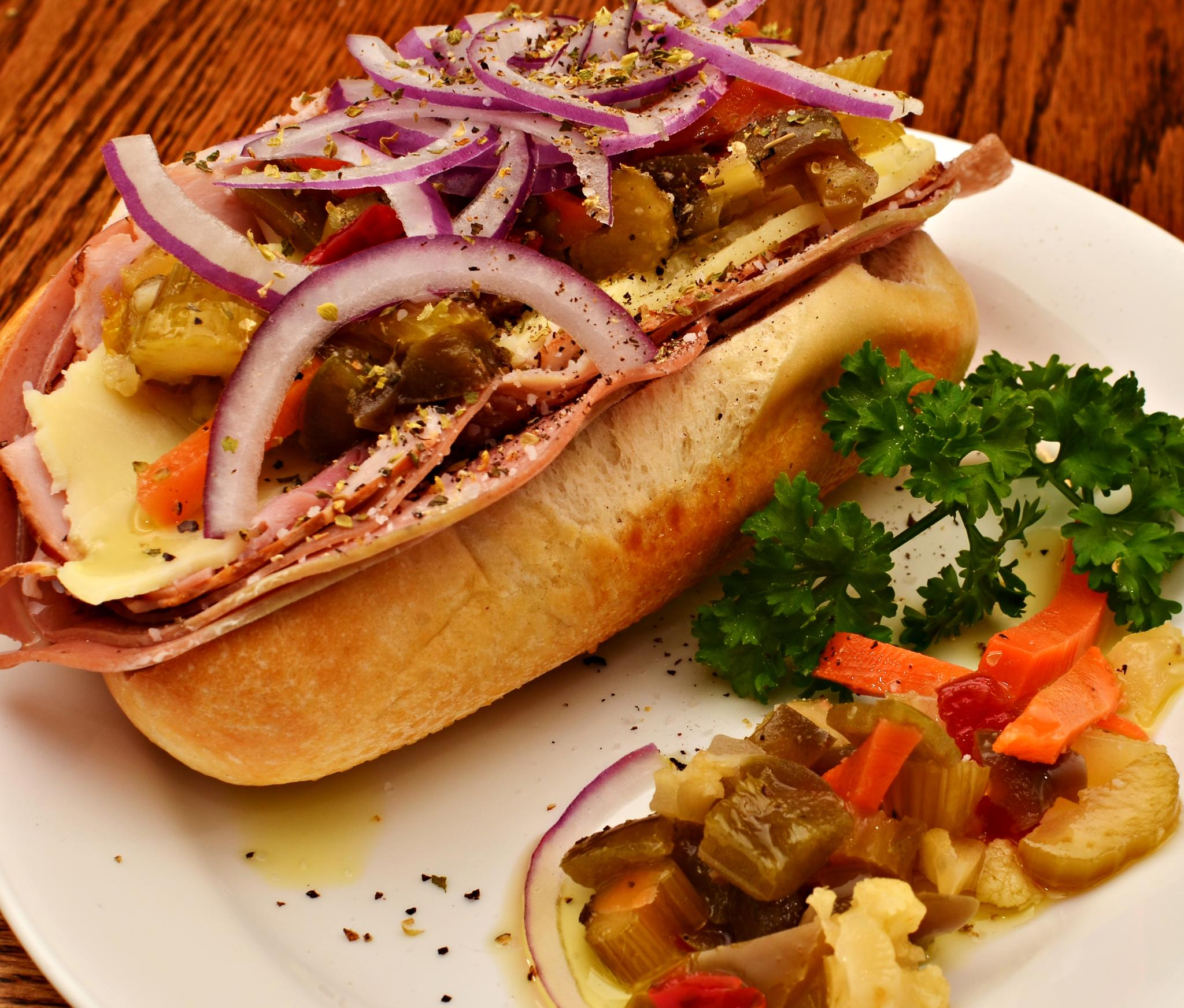
Um sanduíche acompanhado de giardiniera

A giardiniera italiana também é chamada de sottaceti (literalmente, "no vinagre"), um termo comum para alimentos em conserva. É tipicamente consumido como antepasto(entrada) ou com Saladas.
Nos Estados Unidos, normalmente, a giardiniera está disponível em versões tradicionais ou picantes. Esta última é, às vezes, referida como "mistura picante". [carece de fontes?]
Na culinária de Chicago, a giardiniera à base de óleo é frequentemente usada como condimento, acompanhada de sanduíches de carne com pão italiano, sandubas e pizza.

## Ingredientes
A giardiniera ao estilo de Chicago é normalmente preparada com pimentas in natura ou em flocos, juntamente com uma combinação de vegetais variados, incluindo pimentões, aipo, cenouras, couve-flor, e às vezes alho ou azeitonas, todos marinados em óleo vegetal, azeite e/ou óleo de soja. Algumas versões preparadas comercialmente são rotuladas como "giardiniera ao estilo de Chicago".